# Gornji Poličnik
Gornji Poličnik es una localidad croata ubicada en el ejido del municipio de Poličnik, condado de Zadar.

## Geografía
Se encuentra a una altitud de 111 m s. n. m. a 271 km de la capital nacional, Zagreb.

## Demografía
En el censo 2011 el total de población de la localidad fue de 140 habitantes. Hasta 1991 la poblaciòn se contabilizaba dentro del ejido de Lovinac (Poličnik)Lovinac.
| Gráfica de población de Gornji Poličnik 1857-2011                   |
|                                                                     |
| Según los censos de población de la oficina estadística de Croacia. |